# Tancred Ibsen
Tancred Ibsen (11. července 1893–4. prosince 1978) byl norský důstojník, pilot, filmový režisér a scenárista. Je autorem prvního norského zvukového filmu Velké křtiny. Jeho filmografie čítá na dvacet filmů, čímž se stal dosud nejproduktivnějším norským režisérem. Byl vnukem spisovatele Henrika Ibsena a nositele Nobelovy ceny za literaturu Bjørnstjerne Bjørnsona. Za manželku si vzal herečku a tanečnici Lillebil Ibsenovou.
V roce 1917 vstoupil do norské armády. Absolvoval letecký výcvik na letišti Kjeller. Od roku 1920 se věnoval také civilnímu létání u společnosti A/S Aero, kterou financoval jeho strýc Einar Bjørnson. Tato společnost obstarávala demonstrační, reklamní lety, doručovala rovněž poštu. Tancred Ibsen působil jako hlavní pilot. Ibsena však práce pilota rychle unavila, proto své aktivity pro A/S Aero ukončil. Založil továrnu na letecké díly v Tønsbergu A/S Norske Aeroplanfabrik. Společnost však zkrachovala a dluh zůstal Tancredu Ibsenovi, ten se však z problémů dostal.
V roce 1931 debutoval jako filmový režisér komedií Velké křtiny (Den store barnedåpen), která se stala prvním norským zvukovým filmem. Celkově natočil dvacet filmů a stal se tak nejproduktivnějším norským režisérem.
Během nacistické okupace Norska byl 17. srpna 1943 uvězněn. Válku prožil ve vězeňských táborech Oflag XXI-C a Luckenwalde, kde se dočkal osvobození.